# Liste de jeux Windows (Q)
Cette liste de jeux Windows dont le titre commence par la lettre Q recense des jeux vidéo sortis sur le système d'exploitation Windows pour PC.
Pour un souci de cohérence, la liste utilise les noms français des jeux, si ce nom existe.
Cette liste est découpée, il est possible de naviguer entre les pages via le sommaire.
- Q.U.B.E.
- Q.U.B.E. 2
- Q*bert
- Q*bert: Rebooted
- Qasir Al-Wasat: A Night in-Between[1]
- Qin: Tomb of the Middle Kingdom
- Qora
- Quadrilateral Cowboy
- Quake
- Quake II
- Quake III Arena
- Quake 4
- Quake Champions
- Quake Live
- Quantum Break
- Quantum Conundrum
- Quantum Rush Champions[2]
- QuantZ
- Quarantine
- Quatre Fantastiques, Les
- Quatrième Prophétie, La
- Queen: The Eye
- Quell
- Quell: Memento
- Quell: Reflect
- Quell: Zen
- Quest, The
- Quest of Persia: The End of Innocence[3]
- Quest of Persia: Lotfali Khan Zand[4]
- Quest of Persia: Nader's Blade[5]
- Quest for Fame
- Quest for Glory: So You Want to Be a Hero
- Quest for Glory II: Trial by Fire
- Quest for Glory III: Wages of War
- Quest for Glory IV: Shadows of Darkness
- Quest for Glory V: Dragon Fire
- Questions pour un champion
- Questions pour un champion 2006
- Questions pour un champion Junior
- Questions pour un champion : Le Jeu officiel - Édition spéciale 20 ans
- Quête au trésor, La[6]
- Qui veut gagner des millions ?
- Qui veut gagner des millions ? Seconde Édition
- Qui veut gagner des millions ? 3e Édition
- Qui veut gagner des millions ? Junior
- Quiet Man, The
- Quiplash
- Quivering, The
- Quiz Challenge Football[7]
- Qwirks

| Sommaire : | Haut - A B C D E F G H I J K L M N O P Q R S T U V W X Y Z 0-9 |